# Justizpalast (Wien)

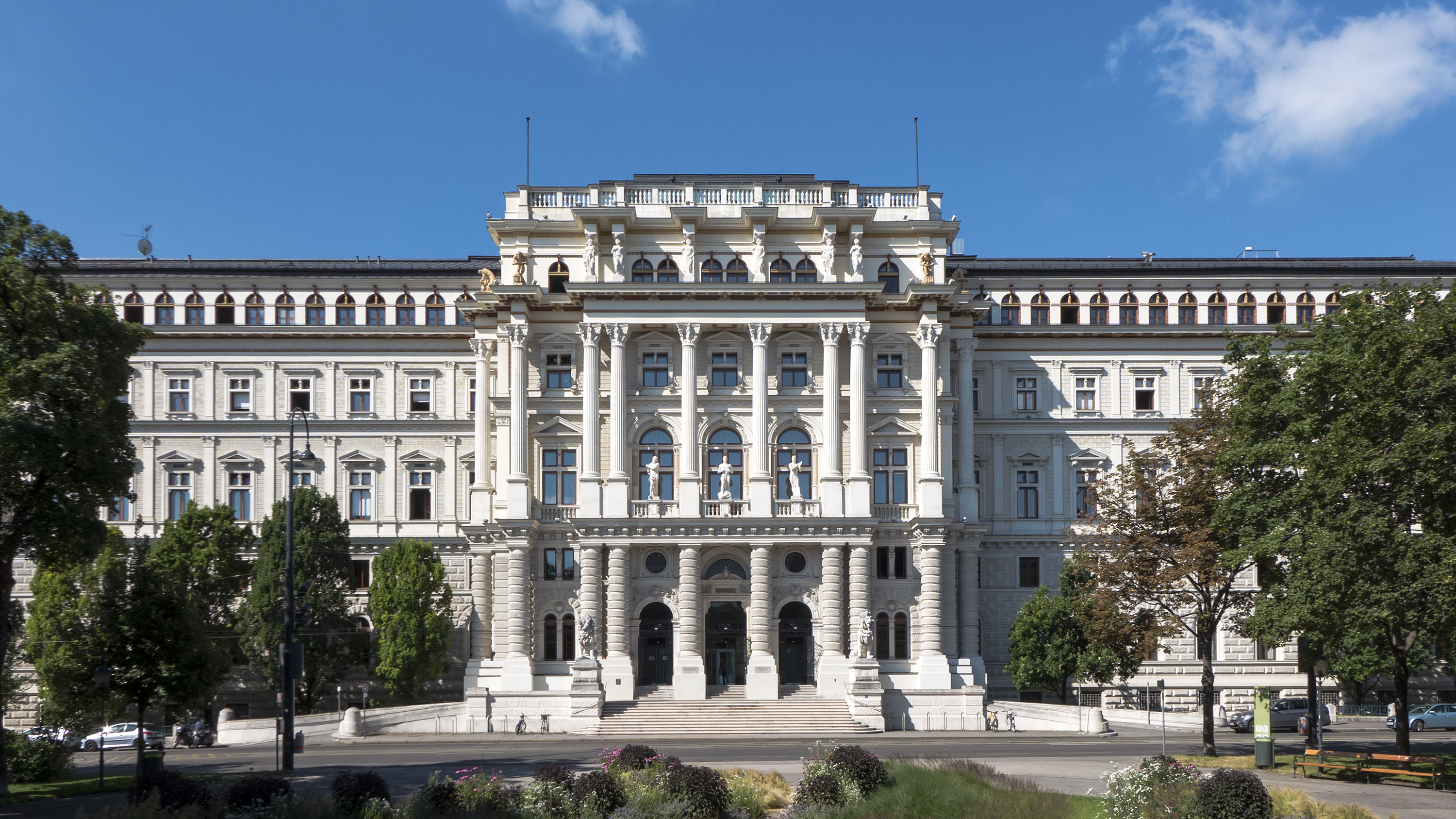
Justizpalast, Ansicht vom Schmerlingplatz

Der Justizpalast am Schmerlingplatz in der österreichischen Hauptstadt Wien ist der Sitz des Obersten Gerichtshofs. Der Neorenaissance-Profanbau wurde 1875 bis 1881 durch Franz Joseph I. von Alexander Wielemans von Monteforte als k. k. Justizpalast errichtet. Bei einem Brand 1927 wurde er schwer beschädigt und danach verändert wiederaufgebaut.

## Geschichte

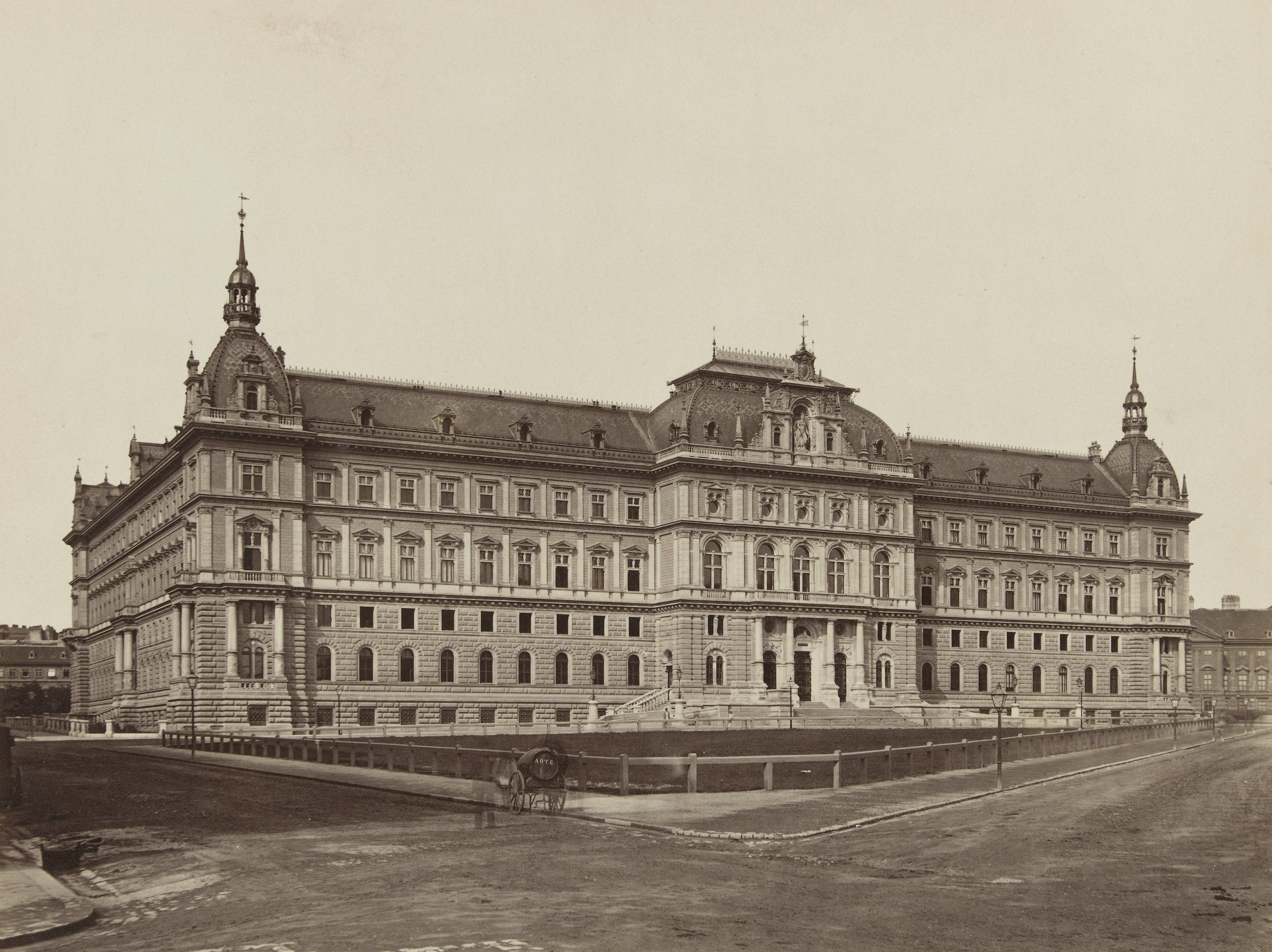
Justizpalast, Zustand von 1881

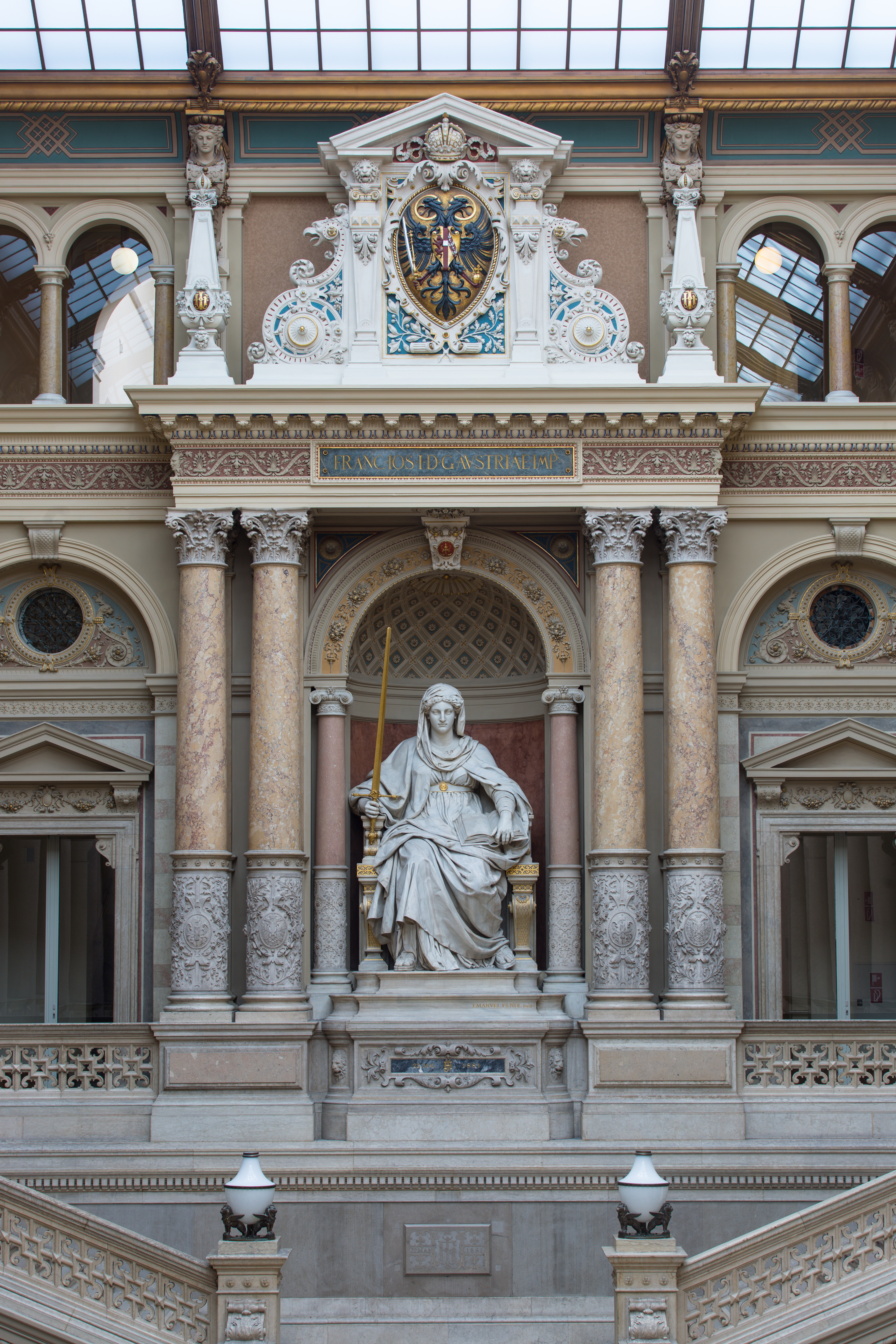
Iustitia - Emanuel Pendl

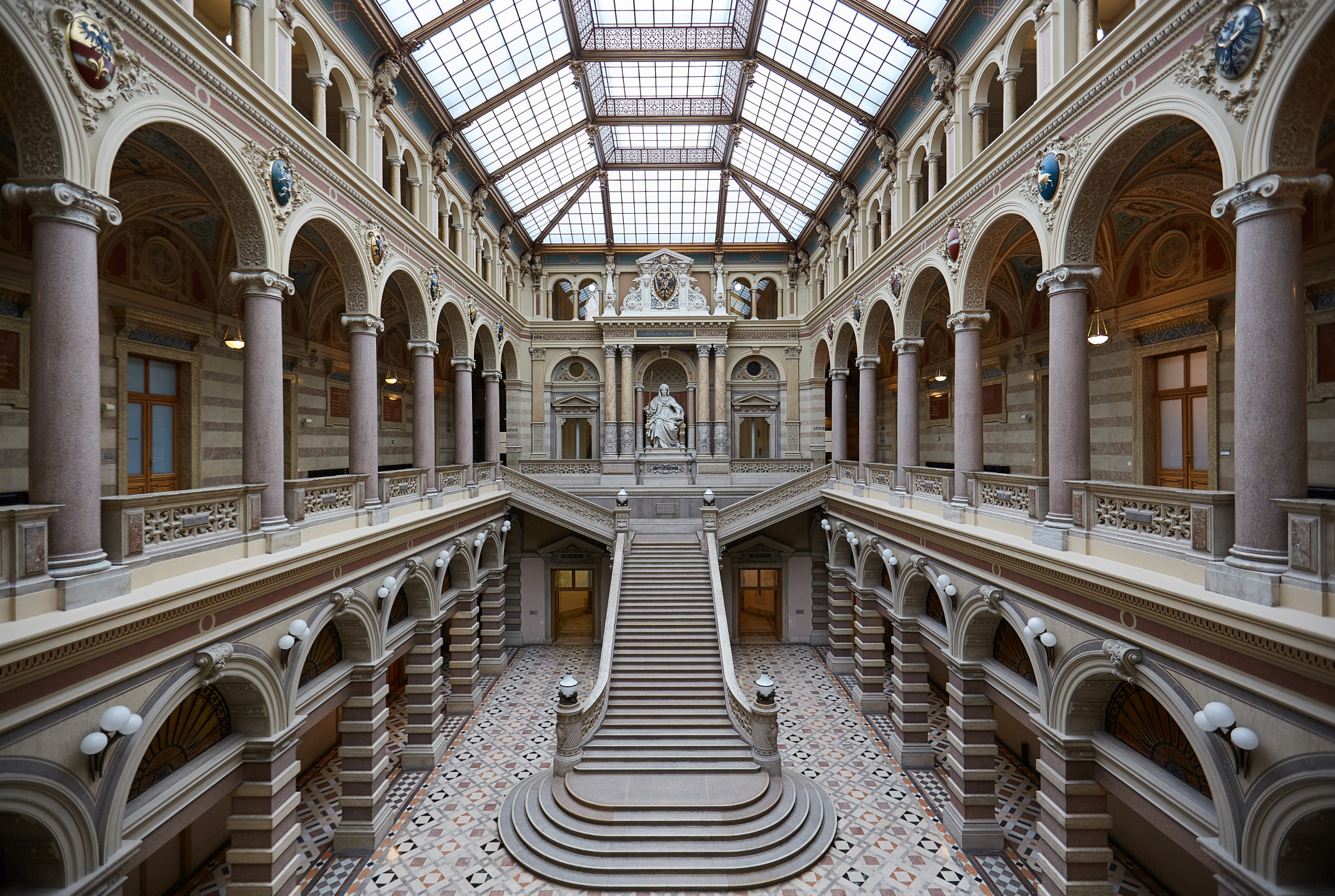
Zentralhalle mit Hauptstiege

Der Justizpalast wurde 1875 bis 1881 im historistischen Stil der Neorenaissance erbaut. Architekt war Alexander Wielemans von Monteforte, die Bauleiter waren Paul Lange und Dominik Avanzo. Besonders prunkvoll ist die Zentralhalle mit der Hauptstiege und den Wappen der ehemaligen österreichischen Kronländer. Die Zentralhalle ist ein dreigeschoßiger, glasgedeckter Arkadenhof mit einer Länge von 31 m, einer Breite von 15 m und einer Höhe von 23 m. Vom Zentrum der Halle führt eine pompöse Freitreppe ins 2. Obergeschoß. Die optische Verlängerung der Stiege endet bei Emanuel Pendls monumentaler Marmorstatue Justitia, die sitzend mit einem vergoldeten Schwert und einem Gesetzbuch in einer Nische thront. Oberhalb der Nische ist das kaiserlich österreichische Wappen mit den Symbolen des Hauses Habsburg-Lothringen dargestellt.
Auf der gegenüberliegenden Seite befindet sich eine große Uhr mit einem Chronoskopf und beidseitig je eine Sirene. Über den Säulen in den Bogenfeldern im Obergeschoß sind die Wappen der im Reichsrat vertretenen Königreiche und Länder, für welcher der Oberste Gerichtshof die gemeinsame oberste Gerichtsinstanz bildete, angebracht. Die beiden Löwen über der Freitreppe am Schmerlingplatz sowie die Marmorstatue der Justitia mit vergoldetem Schwert und Gesetzbuch in der Zentralhalle stammen vom Südtiroler Bildhauer Emanuel Pendl.
Im Justizpalast befinden sich die Sitze des Obersten Gerichtshofs (OGH), der Generalprokuratur (GP)des Oberlandesgerichts Wien (OLG Wien), der Oberstaatsanwaltschaft Wien (OStA Wien) und des Landesgerichts für Zivilrechtssachen Wien (LG f. ZRS Wien). Das Justizministerium befindet sich seit 1966 nicht mehr im Justizpalast, sondern im an der Zweierlinie gegenüberliegenden Palais Trautson.
Bei einer Demonstration nach dem Schattendorfer Urteil wurden am 15. Juli 1927 die obersten Stockwerke gestürmt und in Brand gesetzt. Bei der nachfolgenden Polizeiaktion wurde wild in die Menge geschossen. Dabei kamen 84 Demonstranten und fünf Polizisten ums Leben. In der Zentralhalle ist heute eine Gedenktafel zum Brand des Wiener Justizpalastes am 15. Juli 1927 angebracht. Die vom ehemaligen Bundespräsidenten Heinz Fischer textierte Inschrift lautet:

„Bei gewaltsamen Auseinandersetzungen zwischen Anhängern des Republikanischen Schutzbundes und der Frontkämpfervereinigung im burgenländischen Ort Schattendorf am 30. Jänner 1927 wurden zwei unschuldige Menschen getötet. Die Täter wurden freigesprochen. Im Zuge einer gewaltsamen Demonstration gegen dieses Urteil wurde der Justizpalast in Brand gesetzt. Die Polizei erhielt Schießbefehl, und 89 Personen kamen ums Leben. Die schrecklichen Ereignisse dieser Zeit, die schließlich im Bürgerkrieg des Jahres 1934 mündeten, sollen für alle Zeiten Mahnung sein.“
Der veränderte Wiederaufbau mit der Aufstockung um ein Stockwerk und Überformung des Eingangsbereichs erfolgte 1929–1931 nach Plänen von Heinrich Ried und Alfred Keller. Die Gestaltung im Stil des späten Historismus wurde von Architekten der Moderne wie Josef Frank und Josef Hoffmann scharf kritisiert.
Von 1945 bis 1953 beherbergte der Justizpalast neben den Justizeinrichtungen die Interalliierte Kommandantur Wiens, die dann an den Sitz des Alliierten Rates (Schwarzenbergplatz 4) übersiedelte. In diesem Zeitraum fanden auf dem Schmerlingplatz vor dem Justizpalast die monatliche Kommandoübergabe zwischen den Besatzungsmächten und die tägliche Überprüfung der Interalliierten Militärpatrouillen (1951 im Film Die Vier im Jeep thematisiert) statt.
Ein weiterer Ausbau wurde im Sommer 2007 vollendet: Durch ihn wurde das Gebäude – von der Straße aus nicht sichtbar – um ein weiteres Dachgeschoß aufgestockt. In diesem ist unter anderem ein öffentlich zugängliches Café direkt über dem Haupteingang untergebracht; nach Abschluss der Arbeiten wurde das Landesgericht für Zivilrechtssachen Wien im April 2007 wieder in den Justizpalast rückübersiedelt. Ebenfalls neu ist eine zentrale Bibliothek, die in Form einer „Lesebrücke“ quer über einen der Innenhöfe gebaut wurde.